# Provincia Oristano
Oristano este o provincie în regiunea Sardinia în Italia.